# Anabolismus
Mit Anabolismus oder Baustoffwechsel (von altgriechisch ἀναβολισμός anabolismós, deutsch ‚Aufwurf‘) bezeichnet man bei Lebewesen den Aufbau von körpereigenen Stoffen. Der Gegensatz zu Anabolismus ist Katabolismus, der Abbau von Stoffen. Katabolismus und Anabolismus sind Teile des Metabolismus.

## Definitionen
Die in der Literatur enthaltenen genaueren Definitionen ähneln sich, sind jedoch unterschiedlich.
Weit verbreitet ist die Definition Gesamtheit der aufbauenden Stoffwechselreaktionen. Hiernach sind genau genommen auch einige exergone Stoffumsetzungen zum Zweck der Energiegewinnung einbezogen, soweit bei ihnen aus einfacheren Stoffen kompliziertere entstehen, etwa die Reduktion von Kohlenstoffdioxid CO2 mit Wasserstoff H2 zu Essigsäure CH3COOH (eine Form der Homoacetatgärung) und die Oxidation von Wasserstoff H2 mit Sauerstoff O2 zu Wasser H2O (Knallgasreaktion) bei einigen Bakterien. Im allgemeinen fachlichen Sprachgebrauch werden jedoch derartige Stoffumsetzungen, die der Energiegewinnung dienen, nicht als Anabolismus bezeichnet.
Teils wird diese Definition eingeschränkt auf den Aufbau körpereigener Stoffe, wodurch alle Stoffumsetzungen, bei denen die Produkte ausgeschieden werden, ausgeschlossen sind, etwa die Bildung von Antibiotika und die erwähnte Knallgasreaktion. In einer weiteren Variation wird nur die „Verknüpfung von einfachen Molekülen zu komplexeren Molekülen“ als Anabolismus bezeichnet und damit die Beteiligung von Atomen und einatomigen Ionen ausgeschlossen. Da Atome und einatomige Ionen nicht Produkte eines Aufbaus sein können und Atome als Ausgangsstoffe von Aufbaureaktionen nicht bekannt sind, werden mit dieser Definition nur einatomige Ionen als Ausgangsstoffe ausgeschlossen, dieser Ausschluss wird jedoch nicht begründet.
Weitere Definitionen bezeichnen die Gesamtheit der endergonen (energieverbrauchenden) Stoffumsetzungen als Anabolismus. Damit ist also auch die Bildung von Stoffen, die ausgeschieden werden, eingeschlossen. Variationen dieser Definition werden beschränkt auf den endergonen Aufbau von Stoffen oder auf den endergonen Aufbau von Molekülen. Es ist zu vermuten, dass hierbei endergone Stoffumsetzungen, die nur Teilreaktion einer Reaktionssequenz sind, die in der Summe exergon ist und der Energiegewinnung dient (Katabolismus), ausgeschlossen werden sollen, beispielsweise die Bildung von Zucker-Phosphorsäureester zur Einleitung der Glykolyse.

## Energiebedarf
Für den Aufbau von Stoffen wird meistens Energie benötigt. Bei chemotrophen Organismen wird sie aus chemischen, energiefreisetzenden (exergonen) Stoffumsetzungen gewonnen, bei phototrophen Organismen aus Licht. Die Energie aus den genannten Quellen wird zunächst in einen kurzzeitigen Energiespeicher und -überträger umgesetzt, nämlich in Adenosintriphosphat (ATP). ATP dient bei den energieverbrauchenden Aufbaureaktionen als unmittelbare Energiequelle. Sofern für den Aufbau körpereigener Stoffe auch ein Reduktionsmittel erforderlich ist, dient dazu NADPH, das bei Phototrophen durch die Lichtreaktion, bei Chemotrophen durch die Oxidation von Stoffen gebildet wird.

## Aufbau von Molekülen
Die einfachsten Moleküle, die durch den anabolen Prozess der Photosynthese entstehen, sind Einfachzucker. Durch weitere anabole Prozesse werden diese Zuckermoleküle umgebaut; dabei entstehen unter anderem Aminosäuren, Isoprenoide und Nukleotide. Aus diesen Vorläuferstoffen können dann komplexe Moleküle wie Proteine, Fette, Kohlenhydrate, Erbsubstanz oder Lignin gebildet werden.